# Peça fixa
En la producció cinematogràfica, una peça fixa és una escena o seqüència d'escenes l'execució de les quals requereix una complexa planificació logística i una despesa considerable de diners. El terme també s'utilitza de manera més àmplia per descriure una seqüència en què es considera que l'elaborada planificació del cineasta permet obtenir el màxim benefici per al públic, com una seqüència d'acció emocionant o una seqüència de ciència-ficció impressionant. El terme s'utilitza sovint per descriure escenes tan essencials per a una pel·lícula que no es poden editar ni ometre en el calendari de rodatges sense perjudicar greument la diversió, la intensitat, l'impacte i la memorabilitat del producte acabat. Sovint, els guions s’escriuen al voltant d’una llista d’aquestes escenografies, particularment en les pel·lícules d'esdeveniment d'alt pressupost. El terme de vegades s’amplia per referir-se a porcions on-rails, gairebé cinemàtiques dels videojocs. 
Les escenografies sovint es planifiquen meticulosament mitjançant storyboards, proves de pantalla i assajos, en contrast amb escenes més petites on el director i els actors poden ser més improvisats. Cada acció requereix l'esforç combinat de diferents departaments: creadors de conjunts, efectes físics i efectes visuals especials. En la majoria de les pel·lícules, diferents grups de persones treballaran diferents escenografies de manera individual, ja que poden trigar molt a preparar-se abans de rodar. Per exemple, la persecució de cotxes a The Matrix Reloaded va trigar mesos a preparar-se i va costar 30 milions de dòlars, inclosos 5 milions de dòlars per construir l’autopista.

Una peça fixa pot ser o no integral de la trama. Una pel·lícula de James Bond sol començar amb una peça fixa que té poca relació amb la trama principal de la pel·lícula. D’altra banda, una pel·lícula dramàtica pot haver-hi escenografiat en els principals punts de la trama, proporcionant una compensació dramàtica, resolució o transició.

## Exemples
Entre els exemples notables de peces decoratives s’inclouen el pou de serps de Raiders of the Lost ark, la trinxera de l'estrella de la mort de Stars Wars, i la plataforma petrolífera encesa de There Will Be Sang. Alfred Hitchcock es referia a les escenografies com a crescendo o "cops" i va intentar posar-ne tres a cadascuna de les seves pel·lícules. A Psycho es tracta de l'assassinat de la dutxa, l'assassinat a les escales i el descobriment de "Mare". Una de les escenografies més conegudes és l'escena d'atac en helicòpter "Passeig del Valkyries" d'Apocalypse Now, la planificació de la qual es va mostrar a Hearts of Darkness: A Filmmaker's Apocalypse